# 진리췬

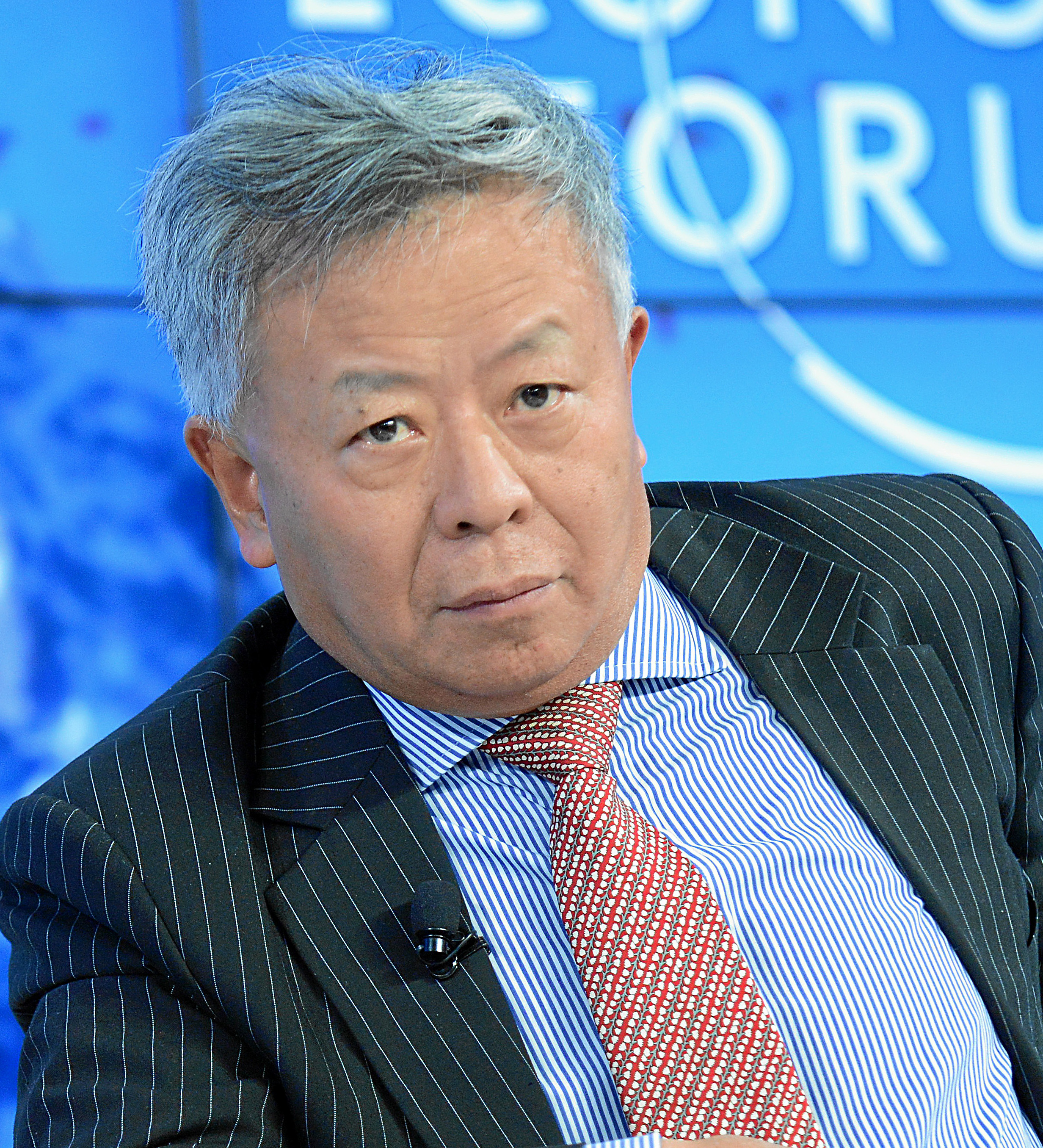
2013년 세계 경제 포럼에 초청받은 진리췬의 모습

진리췬(金立群, 1949년 8월 1일 ~ )은 중화인민공화국의 정치인이자 은행원 및 교수이다. 출신지는 장쑤성 쑤저우시의 현급시인 창수시 출신이다. 현재는 아시아 인프라 투자 은행(AIIB)의 총재로 재직하고 있다. 그리고 이전까지만 하여도 중국국제금융공사에 재직한 적이 있었으며, 그 외에도 아시아 개발 은행의 부총재와 중화인민공화국의 재무부 부장까지 역임한 바 있었다.

## 가족 관계
진리췬은 자신의 딸인 진케유가 유일하다. 진케유는 현재 영국의 런던 정치경제대학교 경제학과 부교수로 재직하고 있다.